# 民主進步黨臺北市黨部
民主進步黨臺北市黨部，為中華民國政黨民主進步黨於1987年依該黨「地方黨部設立辦法」及「縣市黨部組織規程」成立的地方黨部。該年8月2日於大同區行政中心禮堂召開市黨部成立大會正式成立，:88:28-31是民進黨第五個地方黨部。:48

## 歷史
1987年，臺北市的「入黨審查委員會」依據規程，組成「臺北市黨部籌備委員會」，7月底決定8月2日於昌吉街大同區行政中心六樓禮堂，召開臺北市黨部成立大會暨第一次黨員大會，選出執委會與評委會成員。:28-31此與黃信介出獄後主辦之「美麗島同歡會」撞期。:41因康系運作成功，由康系當選五席執委，非康系當選四席，陳水扁第一高票當選執委。在主委選舉中，選前被視為主委熱門人選的陳水扁敗給康水木。:32-34第一屆評召則由蕭裕珍當選。陳水扁於8月8日辭去北市黨部執委，並指出選舉存在「集體包辦」、「請流水席」、「配票壟斷」等情事。:42:14:10-13
第二屆主委顏錦福上任後，遷移黨部至羅斯福路一段其服務處辦公。:88並在其任內擴大市黨部編制，成立組訓、公關、文宣、社運、財務五部門，建立專職黨工制度:89
第三屆主委林義成發起募款活動，於光復北路96號永昌大樓3樓購置辦公室作為黨部。:881990年，決議為準備1994年里長與市長選舉，在臺北市12個行政區成立區黨部。於1993年5月成立第一個區黨部——士林北投區黨部。:90
第六屆主委高志鵬於1996年與中央黨部協調，換得建國北路閒置辦公室7樓與頂樓加蓋8樓，作為市黨部之用，原光復北路辦公室交予黨中央作資料儲存。:137

## 歷任黨部主委
- 康水木，1987年4月至1988年1月。因榮星案被收押，由顏錦福代理[1]:89
- 顏錦福，1988年1月至1990年8月。
- 林義成，1990年8月至1994年3月。
- 周弘憲，1994年3月至1994年12月。周弘憲赴任臺北市政府法規會主委，由呂吉清代理。[1]:138
- 高志鵬，1995年1月至1998年5月。
- 許木元，1998年5月至2000年6月。
- 藍世聰，2000年6月至2002年5月。
- 黃慶林，2002年5月至2007年5月。
- 李政毅，2007年5月至2009年7月。
- 黃慶林，回任，2009年7月至2010年7月。
- 莊瑞雄[10]
- 黃承國，2014年6月至2018年7月。
- 陳正德[11][12]
- 葉同慶，2020年7月至2021年2月。[13][14]
- 吳怡農，2021年2月至2022年6月。[15]
- 張茂楠，2022年6月起。

## 外部連結
- 民主進步黨台北市黨部 （页面存档备份，存于）
- 民主進步黨臺北市黨部的Facebook專頁